# Mettmann
Mettmann – miasto powiatowe w Niemczech, w kraju związkowym Nadrenia Północna-Westfalia, w rejencji Düsseldorf, siedziba powiatu Mettmann. Leży na wschód od Düsseldorfu, a na zachód od Wuppertal. W 2010 r. miasto liczyło 39 300 mieszkańców.

## Historia
Znane z dokumentów sprzed 1100 lat, jako jedno z miast założonych przez Karolingów przy trakcie handlowym strata coloniensis. W 1806 r. przeszło pod panowanie Francji, pod zmienioną nazwą Monsieur le Maire. Powróciło do Prus na mocy postanowień kongresu wiedeńskiego. Znaczny wzrost liczby mieszkańców nastąpił po 1945 r., w związku z napływem ludności z ziem utraconych przez Niemcy w wyniku II wojny światowej.

## Współpraca
Miejscowości partnerskie:
- Goražde, Bośnia i Hercegowina
- Laval, Francja
- Markranstädt, Saksonia
- Oziorsk, Rosja
- San Felice Circeo, Włochy
- Żnin, Polska